# Timur Acar
Timur Acar (* 22. Dezember 1979 in München) ist ein türkischer Schauspieler.

## Leben und Karriere
In seine Kindheit wuchs Acar in München auf. Später zog er mit seiner Familie nach Karasu. Seine Familie ist georgischer Herkunft und kommt aus Artvin. Er ist einer der Begründer der Moda Sahnesi. Zudem studierte er an der 9 Eylül Universität. Bekannt wurde er in den Serien Kurşun Yarası, Avrupa Yakası und Akasya Durağı. 2013 spielte er die Rolle des Murat in der Fernsehserie Bebek İşi. Außerdem bekam Acar eine Rolle in Kertenkele. Von 2007 bis 2009 war er mit Özlem Karabay verheiratet. Juli 2016 heiratete er die Schauspielerin Eda Özerkan. 2022 war er in dem Film Çakallarla Dans 6 zu sehen.

## Filmografie (Auswahl)
Filme
- 2005: Organize İşler
- 2008: Ulak
- 2009: Çıngıraklı Top
- 2010: Çakallarla Dans
- 2012: Çakallarla Dans 2: Hastasıyız Dede
- 2014: Çakallarla Dans 3: Sıfır Sıkıntı
- 2016: Çakallarla Dans 4
- 2018: Çakallarla Dans 5
- 2021: Karanlık Şehir Hikayeleri: Kilit
- 2022: Çakallarla Dans 6

Serien
- 2005: Kurşun Yarası
- 2008: Kaybedenler
- 2010–2012: Akasya Durağı
- 2013: Yalan Dünya
- 2013: Bebek İşi
- 2014–2016: Kertenkele
- 2022: Oğlum
- 2022–2023: Barbaros Hayreddin: Sultanın Fermanı

## Theater
- En Kısa Gecenin Rüyası
- 6 Oyuncu Yönetmenini Arıyor
- Hamlet
- Hırçın Kız
- Testosteron